# モーリシャス島

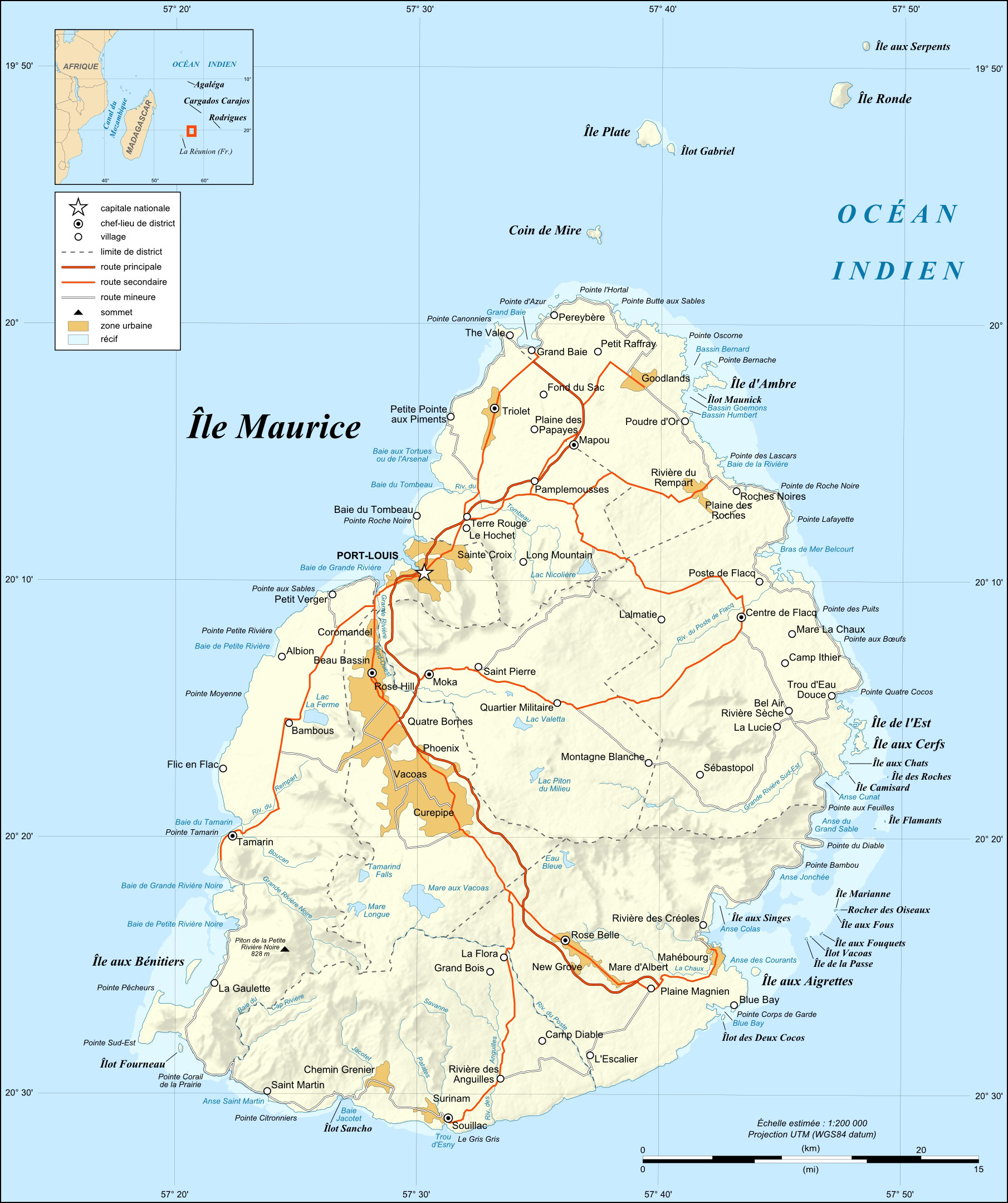
モーリシャス島の地図

モーリシャス島（モーリシャスとう）は、マダガスカルの東約900kmに位置する島。マスカリン諸島に属し、モーリシャス共和国の主島である。面積は2040km2（沖縄本島の1.5倍）。年平均気温は24～29度である。「インド洋の貴婦人」と呼ばれる美しい自然を持ち、多くの観光客が訪れる。

## 地理
モーリシャス島は火山島であるが地形は険しくなく、比較的平らな島である。モーリシャスの地形は大きく海岸平野・中央高原・山地の3つに分かれるが、人口の多くは海岸平野か中央高原に居住する。中央高原は台地状でほぼ平らな地形であり、標高200m付近の海岸平野との境界線で懸崖をなす。最高峰はビトン・ド・ラ・プティト・リビエール・ノアールで標高828メートル。
モーリシャス島はなだらかな地形のため農地が面積の半分近くを占めるが、その多くではサトウキビが栽培され、島の風景の特徴となっている。

## 歴史
1505年にポルトガル人が発見したが、1638年にオランダが植民を開始するまでは無人島だった。島名は、オラニエ公マウリッツ・ファン・ナッサウに因む。オランダはこの島にサトウキビと奴隷を持ち込んだが、植民地化の失敗によって1710年にオランダが撤退したのち、1715年にフランスが植民を開始し、フランス島と名付けた。のちの1814年、ナポレオン戦争の結果イギリスに割譲され、島名はモーリシャス島へと改称されたが、イギリス人の移住が行われなかったのでフランス人が引き続きこの島の支配階級となっていた。1835年には奴隷解放が行われ、サトウキビプランテーションの不足する労働力を補うためにインドから多数の移民を招いたことで、1860年代以降島の最大民族はインド系となった。
モーリシャス共和国独立直前の1965年11月に、チャゴス諸島の住人約1200人がモーリシャス島へ強制移住させられたことがある。

## 自然
元々、ゴンドワナ大陸の一部だったので、特殊化した動物が目立つ。固有種は、コウモリが2種、ヘビ2種。かつては固有種である飛べない鳥の「ドードー」が生息していたが、乱獲と開発によって1681年には絶滅してしまった。植物は、外来種が多い。これは、島を発見した後に持ち込まれたものである。

## モーリシャス島を舞台とした作品

### 小説
- ジャック＝アンリ・ベルナルダン・ド・サン＝ピエール『ポールとヴィルジニー』